# Historique du parcours africain du Raja Club Athletic
Pour un article plus général, voir Raja Club Athletic.
Cet article présente l'historique complet des différentes campagnes africaines réalisées par le club marocain de football du Raja Club Athletic depuis 1983, année de sa première participation à une compétition internationale majeure. Club le plus supporté du pays, le Raja est le club marocain le plus titré au niveau international, et il est parmi les clubs les plus prestigieux et les plus couronnés en Afrique.
Le Raja démarre son aventure africaine dans une compétition majeure le lundi 30 mai 1983 lors des 16e de finale de la Coupe d'Afrique des vainqueurs de coupe 1983, avec une défaite 1-0 à Dakar contre l'AS Police.
Le premier match de l'histoire du Raja CA en Ligue des champions (anciennement Coupe des clubs champions africains) a lieu le mercredi 8 mars 1989 au Stade Mohamed V, au compte des 16e de finale de la Coupe des clubs champions africains 1989 avec à la clé une victoire 2-0 contre les sénégalais de l'ASC Jeanne d'Arc. Le premier but de l'équipe dans cette compétition fut marqué par l'avant-centre marocain Bouazza Ouldmou. En s’imposant en finale face au MC Oran, le Raja remporte cette compétition dès sa première participation.
Les Verts ont disputé 30 finales de compétitions majeures et remporté 32 trophées dont 20 titres nationaux et 12 titres internationaux. Sur le continent africain, le Raja a été classé par la CAF à la 3e place des meilleurs clubs africains du XXe siècle, sachant qu'il n'a été créé qu'au milieu de ce siècle.
Cet article retrace uniquement le parcours du Raja CA dans les compétitions africaines, il est donc à distinguer du parcours arabe et du parcours international du club.

## Palmarès
| Compétitions africaines | Compétitions internationales                                                                                                   |
| --- | --- |
| - Ligue des champions de la CAF (3) - Vainqueur: 1989, 1997 et 1999. - Finaliste: 2002. - Coupe de la confédération (2) - Vainqueur: 2018 et 2021. - Supercoupe de la CAF (2) - Vainqueur: 2000 et 2019. - Finaliste: 1998 et 2021. - Coupe de la CAF (1) - Vainqueur en 2003. - Championnat arabe des clubs (2) - Vainqueur: 2006 et 2021. - Finaliste: 1996. - Coupe nord-africaine des clubs champions (1) - Vainqueur: 2015. | - Coupe du monde des clubs - Participation en 2000 et 2013. - Finaliste en 2013. - Coupe Afro-asiatique (1) - Vainqueur: 1998. |

## Buteurs

### Meilleurs buteurs en Coupes d'Afrique
| Rang | Nom                  | Buts | Période                       |
| ---- | -------------------- | ---- | ----------------------------- |
| 1    | Mouhcine Iajour      | 19   | 2004-2007 2012-2014 2017-2019 |
| 2    | Mahmoud Benhalib     | 17   | 2016-2021                     |
| 3    | Hicham Aboucherouane | 15   | 2001-2007 2010-2011           |
| 4    | Mustapha Moustawdae  | 14   | 1988-2000                     |
| 5    | Soufiane Rahimi      | 13   | 2018-2021                     |
| 6    | Badr Benoun          | 9    | 2014-2020                     |
| 6    | Mustapha Bidodane    | 9    | 2002-2006                     |
| 6    | Ben Malango          | 9    | 2019-2021                     |
| 6    | Mohsine Moutouali    | 9    | 2007-2014 2019-2022           |
| 10   | Réda Ryahi           | 8    | 1997-2000                     |
| 11   | Bouchaib El Moubarki | 7    | 1999-2001 2010-2012           |
| 11   | Mohamed Ali Diallo   | 7    | 2002-2004                     |
| 13   | Abdelilah Hafidi     | 6    | 2011-2022 2023                |

### Meilleurs buteurs par coupe
| Rang | Nom                  | Buts C1 | Buts Afr. | Période                       |
| ---- | -------------------- | ------- | --------- | ----------------------------- |
| 1    | Mustapha Moustawdae  | 13      | 14        | 1988-2000                     |
| 2    | Mouhcine Iajour      | 9       | 19        | 2004-2007 2012-2014 2017-2019 |
| 2    | Hicham Aboucherouane | 9       | 15        | 2001-2007 2010-2011           |
| 2    | Mohsine Moutouali    | 9       | 9         | 2007-2014 2019-2022           |
| 5    | Réda Ryahi           | 8       | 8         | 1997-2000                     |
| 6    | Bouchaib El Moubarki | 6       | 7         | 1999-2001 2010-2012           |
| 7    | Badr Benoun          | 5       | 9         | 2014-2020                     |
| 7    | Mustapha Bidoudane   | 5       | 9         | 2002-2006                     |
| 7    | Abdelkarim Nazir     | 5       | 6         | 1995-1998                     |
| 7    | Christian Osaguona   | 5       | 6         | 2014-2016                     |

| Rang | Nom                  | Buts C3 | Buts Afr. | Période                       |
| ---- | -------------------- | ------- | --------- | ----------------------------- |
| 1    | Mahmoud Benhalib     | 15      | 17        | 2016-2022                     |
| 2    | Mouhcine Iajour      | 10      | 19        | 2004-2007 2012-2014 2017-2019 |
| 2    | Soufiane Rahimi      | 10      | 13        | 2018-2021                     |
| 4    | Hicham Aboucherouane | 6       | 15        | 2001-2007 2010-2011           |
| 5    | Ben Malango          | 6       | 9         | 2019-2021                     |
| 5    | Zakaria Hadraf       | 5       | 5         | 2017-2019 2022-2023           |
| 7    | Mustapha Bidoudane   | 4       | 9         | 2002-2006                     |
| 7    | Moussa Souleymane    | 4       | 4         | 2002-2005                     |
| 7    | Yssouf Koné          | 4       | 4         | 2002-2004                     |
| 10   | Abdelilah Hafidi     | 3       | 6         | 2011-2022 2023                |

| Nom                  | Buts Sup. | Buts Afr. | Période             |
| -------------------- | --------- | --------- | ------------------- |
| Badr Benoun          | 1         | 9         | 2014-2020           |
| Bouchaib El Moubarki | 1         | 8         | 1999-2001 2010-2012 |
| Abdelilah Hafidi     | 1         | 6         | 2011-2022 2023      |
| Abdelkarim Nazir     | 1         | 6         | 1995-1998           |
| Dieudonné Londo      | 1         | 1         | 1997-1999           |
| Mohamed Armoumen     | 1         | 1         | 2000-2001 2008-2009 |

## Bilan et statistiques
| Compétitions africaines         | Saisons | Titres | J   | G   | N  | P  | Bp  | Bc  | Diff |
| Ligue des champions             | 20      | 3      | 149 | 71  | 38 | 40 | 222 | 124 | +98  |
| Coupe des vainqueurs de coupe   | 1       | 0      | 2   | 0   | 1  | 1  | 0   | 1   | -1   |
| Coupe de la CAF                 | 1       | 1      | 10  | 6   | 2  | 2  | 26  | 10  | +16  |
| Coupe de la confédération       | 5       | 2      | 43  | 24  | 12 | 7  | 71  | 29  | +42  |
| Supercoupe de la CAF            | 4       | 2      | 4   | 2   | 2  | 0  | 7   | 4   | +3   |
| Total                           | 31      | 8      | 208 | 103 | 55 | 50 | 326 | 168 | +158 |
| Compétitions intercontinentales | Saisons | Titres | J   | G   | N  | P  | Bp  | Bc  | Diff |
| Coupe du monde des clubs        | 2       | 0      | 7   | 3   | 0  | 4  | 12  | 14  | -2   |
| Coupe Afro-Asiatique            | 1       | 1      | 2   | 1   | 1  | 0  | 3   | 2   | +1   |
| Total                           | 3       | 1      | 9   | 4   | 1  | 4  | 15  | 16  | -1   |
| Total général                   | 34      | 9      | 217 | 107 | 56 | 54 | 341 | 184 | +157 |

## Parcours

### Ligue des champions
- Coupe des clubs champions 1989: Vainqueur

| Date       | Tour                    | Adversaire           | Lieu                                            | Score           | Buteurs                              |
| ---------- | ----------------------- | -------------------- | ----------------------------------------------- | --------------- | ------------------------------------ |
| 08/03/1989 | 1/16 de finale - Aller  | ASC Jeanne d'Arc     | Stade Mohamed V, Casablanca                     | 2-0             | Bouazza Ouldmou 46e, Fathi Jamal 90e |
| 22/03/1989 | 1/16 de finale - Retour | ASC Jeanne d'Arc     | Stade Léopold Sédar Senghor, Dakar              | 1-0             | -                                    |
| 09/05/1989 | 1/8 de finale - Aller   | JAC Port-Gentil (en) | Stade Mohamed V, Casablanca                     | 0-0             | -                                    |
| 22/05/1989 | 1/8 de finale - Retour  | JAC Port-Gentil (en) | Stade Pierre Claver Divounguy (en), Port-gentil | 1-1             | Said Seddiki                         |
| 08/09/1989 | 1/4 de finale - Aller   | Inter Club           | Stade Mohamed V, Casablanca                     | 2-0             | Said Seddiki pen, Fathi Jamal        |
| 22/09/1989 | 1/4 de finale - Retour  | Inter Club           | Stade D'Ornano, Brazzaville                     | 1-0             | -                                    |
| 22/10/1989 | Demi-finale - Aller     | Tonnerre Yaoundé     | Stade Mohamed V, Casablanca                     | 2-0             | Bouazza Ouldmou                      |
| 05/11/1989 | Demi-finale - Retour    | Tonnerre Yaoundé     | Stade Ahmadou-Ahidjo, Yaoundé                   | 2-2             | Salif Diagne (en)                    |
| 03/12/1989 | Finale - Aller          | MC Oran              | Stade Mohamed V, Casablanca                     | 1-0             | Salif Diagne (en) 52e                |
| 15/12/1989 | Finale - Retour         | MC Oran              | Stade Ahmed-Zabana, Oran                        | 1-0 (t.a.b 2-4) | -                                    |

 * Le Raja est vainqueur aux tirs au but 4-2
- Coupe des clubs champions 1990: 1/8 de finale

| Date       | Tour                    | Adversaire      | Lieu                        | Score       | Buteurs                       |
| ---------- | ----------------------- | --------------- | --------------------------- | ----------- | ----------------------------- |
| 08/03/1990 | 1/16 de finale - Aller  | Mighty Barrolle | Stade Mohamed V, Casablanca | 2-0         | Bouazza Ouldmou , Fathi Jamal |
| 22/03/1990 | 1/16 de finale - Retour | Mighty Barrolle | Monrovia                    | 2-1         | Rachid Jellab                 |
| -          | 1/8 de finale - Aller   | RC Bafoussam    | forfait (*)                 | forfait (*) | forfait (*)                   |
| -          | 1/8 de finale - Retour  | RC Bafoussam    | forfait (*)                 | forfait (*) | forfait (*)                   |

(*) À la suite de la participation de nombreux joueurs du RC Bafoussam à la coupe du monde 1990 avec la sélection camerounaise, le Raja accepte que la rencontre soit reportée. Après la fin de la compétition et sans consulter le Raja, la CAF programme le match-aller pour le 25 juillet, la date ne correspond pas au calendrier des verts qui refusent d'aller au Cameroun. La CAF disqualifie alors le tenant du titre et le RC Bafoussam passe au tour suivant.
- Ligue des Champions 1997: Vainqueur

| Date       | Tour                   | Adversaire  | Lieu                                            | Score | Buteurs                                  |
| ---------- | ---------------------- | ----------- | ----------------------------------------------- | ----- | ---------------------------------------- |
| 07/03/1997 | 1/8 de finale - Aller  | Sonacos     | Stade Mohamed V, Casablanca                     | 3-1   | Omar Nejjary 16e, Jonas Ogandaga 45e 83e |
| 22/03/1997 | 1/8 de finale - Retour | Sonacos     | Stade Eli Manel Fall, Diourbel                  | 0-2   | Abdelkrim Jinani , Brahim Sabir          |
| 03/05/1997 | 1/4 de finale - Aller  | Mbilinga FC | Stade Mohamed V, Casablanca                     | 3-0   | Mustapha Moustawdae , Abdelkrim Jinani   |
| 17/05/1997 | 1/4 de finale - Retour | Mbilinga FC | Stade Pierre Claver Divounguy (en), Port-gentil | 1-1   | Mustapha Moustawdae                      |

Phase de poules : Groupe A
| Équipe                | Pts | J | G | N | P | +  | -  | Diff |
| --------------------- | --- | - | - | - | - | -- | -- | ---- |
| 1. Raja CA            | 11  | 6 | 3 | 2 | 1 | 10 | 6  | +4   |
| 2. USM Alger          | 11  | 6 | 3 | 2 | 1 | 9  | 6  | +3   |
| 3. Primeiro de Agosto | 10  | 6 | 3 | 1 | 2 | 7  | 9  | -2   |
| 4. Orlando Pirates    | 1   | 6 | 0 | 1 | 5 | 5  | 10 | -5   |

Détails des matchs :
| Date       | J.        | Adversaire         | Lieu                        | Score | Buteurs                                   |
| ---------- | --------- | ------------------ | --------------------------- | ----- | ----------------------------------------- |
| 24/08/1997 | Journée 1 | USM Alger          | Stade Omar Hammadi, Alger   | 2-2   | Abdelkarim Nazir 37e, Abdelilah Fahmi 94e |
| 07/09/1997 | Journée 2 | Primeiro de Agosto | Estádio da Cidadela, Luanda | 1-1   | Mustapha Moustawdae 49e                   |
| 21/09/1997 | Journée 3 | Orlando Pirates    | Stade Mohamed V, Casablanca | 1-0   | Mustapha Khalif 7e                        |
| 10/10/1997 | Journée 4 | USM Alger          | Stade Mohamed V, Casablanca | 0-2   |                                           |
| 23/10/1997 | Journée 5 | Primeiro de Agosto | Stade Mohamed V, Casablanca | 4-0   | Nazir , Ogandaga , Ryahi , Jrindou        |
| 08/11/1997 | Journée 6 | Orlando Pirates    | FNB Stadium, Johannesburg   | 1-2   | Abdelkarim Nazir 26e 90e                  |

Finale :
| Titulaires :                                                                                 |  |
|                                                                                              |  |
| Chadli, Fahmi , Jrindou, Bekkari, Sellami, Khalif, Ogandaga, Rimi, Sabir, Moustawdae, Nazir. |  |
| Entraîneur :                                                                                 |  |
| Vahid Halilhodžić                                                                            |  |

| Titulaires :                                                                                 |  |
|                                                                                              |  |
| Chadli, Fahmi , Jrindou, Bekkari, Sellami, Khalif, Ogandaga, Rimi, Sabir, Moustawdae, Nazir. |  |
| Entraîneur :                                                                                 |  |
| Vahid Halilhodžić                                                                            |  |

| Titulaires :                                                                                  |  |
|                                                                                               |  |
| Chadli, Fahmi , Jrindou, Belmamoun, Rimi, Saber, Ryahi, Nejjary, Nazir, Ogandaga, Moustawdae. |  |
| Entraîneur :                                                                                  |  |
| Vahid Halilhodžić                                                                             |  |

| Titulaires :                                                                                  |  |
|                                                                                               |  |
| Chadli, Fahmi , Jrindou, Belmamoun, Rimi, Saber, Ryahi, Nejjary, Nazir, Ogandaga, Moustawdae. |  |
| Entraîneur :                                                                                  |  |
| Vahid Halilhodžić                                                                             |  |

- Ligue des champions 1998: phase de poule 1/4 de finale

| Date       | Tour                   | Adversaire  | Lieu                               | Score | Buteurs                                                                         | Passeurs                                                |
| ---------- | ---------------------- | ----------- | ---------------------------------- | ----- | ------------------------------------------------------------------------------- | ------------------------------------------------------- |
| 20/03/1998 | 2ème tour- Aller       | Mogas 90 FC | Stade de l’Amitié, Cotonou         | 0-0   | -                                                                               | -                                                       |
| 03/04/1998 | 2ème tour- Retour      | Mogas 90 FC | Stade El Arbi Zaouli, Casablanca   | 6-0   | Ziyati (en) 9e, Ogandaga 13e, Kharbouch (en) 17e, Moustawdae 22e 55e, c.s.c 25e | El Haimer 9e, Ziyati (en) 13e 17e, Safri 22e, Nazir 55e |
| 24/04/1998 | 1/8 de finale - Aller  | AS Douanes  | Stade Léopold-Sédar-Senghor, Dakar | 2-1   | Mustapha Moustawdae                                                             | -                                                       |
| 08/05/1998 | 1/8 de finale - Retour | AS Douanes  | Stade El Arbi Zaouli, Casablanca   | 2-0   | Abdellatif Jrindou pen, Mustapha Moustawdae                                     | Réda Ryahi                                              |

Phase de poules : Groupe A
| Équipe             | Pts | J | G | N | P | +  | -  | Diff |
| ------------------ | --- | - | - | - | - | -- | -- | ---- |
| 1. ASEC Mimosas    | 13  | 6 | 4 | 1 | 1 | 10 | 4  | +6   |
| 2. Manning Rangers | 10  | 6 | 3 | 1 | 2 | 9  | 6  | +3   |
| 3. Raja CA(T)      | 8   | 6 | 2 | 2 | 2 | 12 | 7  | +5   |
| 4. Young Africans  | 2   | 6 | 0 | 2 | 4 | 5  | 19 | -14  |

Détails des matchs :
| Date       | J.        | Adversaire      | Lieu                                  | Score | Buteurs                                                |
| ---------- | --------- | --------------- | ------------------------------------- | ----- | ------------------------------------------------------ |
| 22/08/1998 | Journée 1 | ASEC Mimosas    | Stade Mohamed V, Casablanca           | 0-1   | -                                                      |
| 04/09/1998 | Journée 2 | Manning Rangers | Stade de Chatsworth (en), Durban      | 1-0   | -                                                      |
| 20/09/1998 | Journée 3 | Young Africans  | Stade Mohamed V, Casablanca           | 6-0   | Moustawdae 27e, Réda Ryahi 72e 75e 82e 90e, Ziyati pen |
| 10/10/1998 | Journée 4 | Young Africans  | William Mkapa Stadium, Dar es Salam   | 3-3   | Réda Ryahi , Mohamed Khoubache                         |
| 25/10/1998 | Journée 5 | ASEC Mimosas    | Stade Félix-Houphouët-Boigny, Abidjan | 1-1   | Mohamed Khoubache                                      |
| 08/11/1998 | Journée 6 | Manning Rangers | Stade Mohamed V, Casablanca           | 2-1   | Jalal Zekmous 60e, Hicham Belmamoun 71e                |

- Ligue des Champions 1999: Vainqueur

| Date       | Tour                   | Adversaire     | Lieu                                       | Score           | Buteurs                       | Passeurs                    |
| ---------- | ---------------------- | -------------- | ------------------------------------------ | --------------- | ----------------------------- | --------------------------- |
| 20/03/1999 | 1/8 de finale - Aller  | ASEC Ndiambour | Stade de l’Amitié Général Kérékou, Cotonou | 1-0             | -                             | -                           |
| 03/04/1999 | 1/8 de finale - Retour | ASEC Ndiambour | Stade Mohamed V, Casablanca                | 4-0             | Moustawdae 13e 46e 64e 74e    | Khalif 13e 74e, Ouchrif 64e |
| 24/04/1999 | 1/4 de finale - Aller  | Djoliba AC     | Stade Mohamed V, Casablanca                | 2-1             | Ouchrif 44e (pen.), Fahmi 47e | Zitouni 47e                 |
| 08/05/1999 | 1/4 de finale - Retour | Djoliba AC     | Complexe Hérémakono, Bamako                | 2-1 (t.a.b 6-7) | Mohamed Khoubache             | -                           |

* Le Raja CA est vainqueur aux tirs au but 7 - 6.
Phase de poules : Groupe A
| Équipe               | Pts | J | G | N | P | +  | -  | Diff |
| -------------------- | --- | - | - | - | - | -- | -- | ---- |
| 1. Raja CA           | 11  | 6 | 3 | 2 | 1 | 4  | 2  | 2    |
| 2. Al Ahly SC        | 10  | 6 | 3 | 1 | 2 | 11 | 7  | 4    |
| 3. Hearts of Oak     | 8   | 6 | 2 | 2 | 2 | 7  | 6  | 1    |
| 4. Shooting Stars FC | 4   | 6 | 1 | 1 | 4 | 6  | 13 | -7   |

Détails des matchs :
| Date       | J.        | Adversaire        | Lieu                                   | Score | Buteurs                  |
| ---------- | --------- | ----------------- | -------------------------------------- | ----- | ------------------------ |
| 22/08/1999 | Journée 1 | Hearts of Oak     | Stade Mohamed V, Casablanca            | 1-0   | Redouane El Haimeur 3e   |
| 03/09/1999 | Journée 2 | Al Ahly SC        | Stade international du Caire, Le Caire | 0-1   | Mohamed Khoubache 88e    |
| 18/09/1999 | Journée 3 | Shooting Stars FC | Complexe Moulay-Abdallah, Rabat        | 1-0   | Bouchaib El Moubarki 55e |
| 09/10/1999 | Journée 4 | Shooting Stars FC | Stade de Adamasingba (en), Ibadan      | 1-0   | -                        |
| 23/10/1999 | Journée 5 | Hearts of Oak     | Ohene Djan Stadium, Accra              | 0-0   | -                        |
| 08/11/1999 | Journée 6 | Al Ahly SC        | Stade Père Jégo, Casablanca            | 1-1   | Réda Ryahi 41e           |

Finale :
| Titulaires : |  |
| |  |
| Chadli, El Haimer, Jrindou , Kharbouch, Safri, Aboub, Ryahi, Nejjary ( 63e Armoumen), Misbah ( 55e Rizki), El Moubarki ( 87e Sarraj), Moustawdae. · |  |
| Entraîneur : |  |
| Oscar Fulloné |  |

| Entraîneur :    |
| Youssef Zouaoui |

| Titulaires : |  |
| |  |
| Chadli, El Haimer, Jrindou , Kharbouch, Safri, Aboub, Ryahi, Nejjary ( 63e Armoumen), Misbah ( 55e Rizki), El Moubarki ( 87e Sarraj), Moustawdae. · |  |
| Entraîneur : |  |
| Oscar Fulloné |  |

| Entraîneur :    |
| Youssef Zouaoui |

| Entraîneur :    |
| Youssef Zouaoui |

| Titulaires : |  |
| |  |
| Chadli, El Haimer, Jrindou , El Karkouri, Khoubache, Safri, Aboub, Ryahi ( 60e Armoumen), Nejjary ( 43e Misbah), Rizki ( 87e Sarraj), Moustawdae. · |  |
| Entraîneur : |  |
| Oscar Fulloné |  |

| Entraîneur :    |
| Youssef Zouaoui |

| Titulaires : |  |
| |  |
| Chadli, El Haimer, Jrindou , El Karkouri, Khoubache, Safri, Aboub, Ryahi ( 60e Armoumen), Nejjary ( 43e Misbah), Rizki ( 87e Sarraj), Moustawdae. · |  |
| Entraîneur : |  |
| Oscar Fulloné |  |

- Ligue des Champions 2000: Quarts de finale

| Date       | Tour                   | Adversaire         | Lieu                                | Score | Buteurs                              |
| ---------- | ---------------------- | ------------------ | ----------------------------------- | ----- | ------------------------------------ |
| 17/03/2000 | 1/8 de finale - Aller  | Dragons de l'Ouémé | Stade Mohamed V, Casablanca         | 3-1   | Kharbouche , El Moubarki , Nejjary   |
| 02/04/2000 | 1/8 de finale - Retour | Dragons de l'Ouémé | Stade Charles-de-Gaulle, Porto-Novo | 2-2   | Omar Nejjary , El Moubarki           |
| 06/05/2000 | 1/4 de finale - Aller  | ASC Jeanne d'Arc   | Stade Mohamed V, Casablanca         | 2-1   | Omar Nejjary 36e, Youssef Achami 61e |
| 28/05/2000 | 1/4 de finale - Retour | ASC Jeanne d'Arc   | Stade Demba-Diop, Dakar             | 1-0   | -                                    |

- Ligue des Champions 2001: 1/8 de finale

| Date       | Tour                    | Adversaire       | Lieu                                     | Score | Buteurs                       |
| ---------- | ----------------------- | ---------------- | ---------------------------------------- | ----- | ----------------------------- |
| 01/04/2001 | 1/16 de finale - Aller  | USFA Ouagadougou | Stade Mohamed V, Casablanca              | 2-0   | Nejjary 2e (pen.), Kacemi 52e |
| 15/04/2001 | 1/16 de finale - Retour | USFA Ouagadougou | Stade de l'USFA (en), Ouagadougou        | 3-1   | Bouchaib El Moubarki 31e      |
| 13/05/2001 | 1/8 de finale - Aller   | TP Mazembe       | Stade Frédéric-Kibasa-Maliba, Lubumbashi | 2-0   | -                             |
| 27/05/2001 | 1/8 de finale - Retour  | TP Mazembe       | Stade Mohamed V, Casablanca              | 2-1   | Youssef Safri , Zakaria Aboub |

- Ligue des Champions 2002: Finaliste

| Date       | Tour                    | Adversaire      | Lieu                                       | Score | Buteurs                                     | Passeurs                                         |
| ---------- | ----------------------- | --------------- | ------------------------------------------ | ----- | ------------------------------------------- | ------------------------------------------------ |
| 10/03/2002 | 1/16 de finale - Aller  | Wallidan FC     | Stade Mohamed V, Casablanca                | 2-1   | Ali Diallo 49e, Aboucherouane 64e           | Foulouh 49e, Kharbouch 64e                       |
| 23/03/2002 | 1/16 de finale - Retour | Wallidan FC     | Stade de l'indépendance, Banjul            | 1-3   | Endene 48e, Ali Diallo 61e 78e              | Diallo 48e, Endene 61e, Nejjary 78e              |
| 14/03/2002 | 1/8 de finale - Aller   | Étoile du Congo | Stade Mohamed V, Casablanca                | 3-0   | Ali Diallo 19e, Mesloub 28e, Abdessamad 90e | El Haimer 19e, Ali Diallo 28e, Aboucherouane 90e |
| 28/04/2002 | 1/8 de finale - Retour  | Étoile du Congo | Stade Alphonse-Massamba-Débat, Brazzaville | 3-2   | Endene 72e, Aboucherouane 80e               | -                                                |

Phase de poules : Groupe A
| Équipe              | Pts | J | G | N | P | +  | -  | Diff |
| ------------------- | --- | - | - | - | - | -- | -- | ---- |
| 1. Raja CA          | 13  | 6 | 4 | 1 | 1 | 10 | 8  | +2   |
| 2. TP Mazembe       | 10  | 6 | 3 | 1 | 2 | 6  | 3  | +3   |
| 3. ASC Jeanne d'Arc | 6   | 6 | 2 | 0 | 4 | 7  | 10 | -3   |
| 4. Al Ahly SC       | 5   | 6 | 1 | 2 | 3 | 7  | 9  | -2   |

Détails des matchs :
| Date       | J.        | Adversaire       | Lieu                                     | Score | Buteurs                                  |
| ---------- | --------- | ---------------- | ---------------------------------------- | ----- | ---------------------------------------- |
| 03/08/2002 | Journée 1 | TP Mazembe       | Stade Frédéric-Kibasa-Maliba, Lubumbashi | 2-0   | -                                        |
| 18/08/2002 | Journée 2 | Al Ahly SC       | Stade Mohamed V, Casablanca              | 2-1   | Jrindou 73e (pen.), Ali Diallo 89e       |
| 01/09/2002 | Journée 3 | ASC Jeanne d'Arc | Stade Léopold Sédar Senghor, Dakar       | 1-2   | Hicham Aboucherouane 12e 42e             |
| 15/09/2002 | Journée 4 | ASC Jeanne d'Arc | Stade Mohamed V, Casablanca              | 2-1   | Abdessamad 60e, Jrindou 78e (pen.)       |
| 05/10/2002 | Journée 5 | TP Mazembe       | Stade Mohamed V, Casablanca              | 1-0   | Abdelouahed Abdessamad 33e               |
| 18/10/2002 | Journée 6 | Al Ahly SC       | Stade international du Caire, Le Caire   | 3-3   | Nater 3e, Aboucherouane 89e 90+1e (pen.) |

Demi-finales : 
| Aller                     | ASEC Mimosas    | 2 - 0   | Raja CA | Stade Félix-Houphouët-Boigny, Abidjan             |                                                   |
| 7 novembre 2002 15:00 UTC | Romaric 80e 88e | (0 - 0) |         | Spectateurs : 50 000 Arbitrage : Petros Mathabela | Spectateurs : 50 000 Arbitrage : Petros Mathabela |
| 7 novembre 2002 15:00 UTC | Rapport         |         |         | Spectateurs : 50 000 Arbitrage : Petros Mathabela | Spectateurs : 50 000 Arbitrage : Petros Mathabela |

| Retour                     | Raja CA | 4 - 0   | ASEC Mimosas | Stade Mohammed-V, Casablanca                   |                                                |
| 16 novembre 2002 19:00 UTC | ( Tajeddine) Aboucherouane 45+1e · ( Diallo) Endene 65e · ( Aboub) Endene 90+3e · ( Aboub) Omar Zoubit 90+5e | (1 - 0) |              | Spectateurs : 80 000 Arbitrage : Lim Kee Chong | Spectateurs : 80 000 Arbitrage : Lim Kee Chong |
| 16 novembre 2002 19:00 UTC | Rapport |         |              | Spectateurs : 80 000 Arbitrage : Lim Kee Chong | Spectateurs : 80 000 Arbitrage : Lim Kee Chong |

Finale :
| Entraîneur :  |
| Walter Meeuws |

| Entraîneur :  |
| Walter Meeuws |

| Entraîneur :  |
| Walter Meeuws |

| Entraîneur :  |
| Walter Meeuws |

- Ligue des Champions 2004: 1/16 de finale

| Date       | Tour                    | Adversaire       | Lieu                               | Score         | Buteurs                   | Passeurs      |
| ---------- | ----------------------- | ---------------- | ---------------------------------- | ------------- | ------------------------- | ------------- |
| 10/04/2004 | 1/16 de finale - Aller  | ASC Jeanne d'Arc | Stade Moulay Abdellah, Rabat       | 2-0           | Misbah 69e, Bidoudane 90e | Tajeddine 90e |
| 25/04/2004 | 1/16 de finale - Retour | ASC Jeanne d'Arc | Stade Léopold-Sédar-Senghor, Dakar | 2-0 (tab 5-4) | -                         | -             |

 * Jeanne d'Arc est vainqueur aux tirs au but 5-4
- Ligue des Champions 2005: Demi-finales

| Date       | Tour                    | Adversaire      | Lieu                            | Score | Buteurs                      |
| ---------- | ----------------------- | --------------- | ------------------------------- | ----- | ---------------------------- |
| 06/03/2005 | 1/16 de finale - Aller  | DC Motema Pembe | Stade des Martyrs, Kinshasa     | 1-1   | Rachid Soulaimani 80e        |
| 19/03/2005 | 1/16 de finale - Retour | DC Motema Pembe | Stade Mohamed V, Casablanca     | 2-0   | Aboucheroune 23e, Iajour 64e |
| 10/04/2005 | 1/8 de finale - Aller   | Africa Sports   | Stade Robert-Champroux, Abidjan | 1-1   | Mouhcine Iajour 57e          |
| 23/04/2005 | 1/8 de finale - Retour  | Africa Sports   | Stade Mohamed V, Casablanca     | 1-0   | Redouane El Haimeur 91e      |

Phase de poules : Groupe B
| Rang | Équipe            | Pts | J | G | N | P | Bp | Bc | Diff |  | Résultats (▼ dom., ► ext.) |     |     |     |     |
| ---- | ----------------- | --- | - | - | - | - | -- | -- | ---- |  | -------------------------- | --- | --- | --- | --- |
| 1    | Al Ahly SC        | 14  | 6 | 4 | 2 | 0 | 7  | 2  | +5   |  | Al Ahly SC                 |     | 1-0 | 2-1 | 2-0 |
| 2    | Raja CA           | 8   | 6 | 2 | 2 | 2 | 6  | 5  | +1   |  | Raja CA                    | 1-1 |     | 1-0 | 1-1 |
| 3    | Enyimba FC        | 7   | 6 | 2 | 1 | 3 | 6  | 5  | +1   |  | Enyimba FC                 | 0-1 | 2-0 |     | 2-0 |
| 4    | Ajax Cape Town FC | 3   | 6 | 0 | 3 | 3 | 2  | 9  | -7   |  | Ajax Cape Town FC          | 0-0 | 0-3 | 1-1 |     |

Détails des matchs :
| Date       | J.        | Adversaire        | Lieu                                   | Score | Buteurs                                  | Passeurs         |
| ---------- | --------- | ----------------- | -------------------------------------- | ----- | ---------------------------------------- | ---------------- |
| 26/06/2005 | Journée 1 | Al Ahly SC        | Stade Osman Ahmed Osman, Le Caire      | 1-0   | -                                        |                  |
| 09/07/2005 | Journée 2 | Ajax Cape Town FC | Stade Mohamed V, Casablanca            | 1-1   | Marouane Zemmama 53e                     |                  |
| 23/07/2005 | Journée 3 | Enyimba FC        | Stade Mohamed V, Casablanca            | 1-0   | Abdellatif Jrindou 78e                   | Zemmama 78e      |
| 07/08/2005 | Journée 4 | Enyimba FC        | Enyimba International Stadium, Enyimba | 2-0   | -                                        |                  |
| 20/08/2005 | Journée 5 | Al Ahly SC        | Stade Mohamed V, Casablanca            | 1-1   | Soufiane Alloudi 65e                     | Abdou Fofana 65e |
| 11/09/2005 | Journée 6 | Ajax Cape Town FC | Newlands Stadium, Le Cap               | 0-3   | Abdou Fofana 6e, Alloudi 43e, Iajour 61e |                  |

Demi-finales :
| Date       | Tour                 | Adversaire | Lieu                              | Score | Buteurs | Passeurs |
| ---------- | -------------------- | ---------- | --------------------------------- | ----- | ------- | -------- |
| 24/09/2005 | Demi-finale - Aller  | ES Sahel   | Stade Mohamed V, Casablanca       | 0-1   | -       | -        |
| 15/10/2005 | Demi-finale - Retour | ES Sahel   | Stade olympique de Sousse, Sousse | 1-0   | -       | -        |

- Ligue des Champions 2006: 1/8 de finale

| Date       | Tour                    | Adversaire         | Lieu                        | Score   | Buteurs                                                                | Passeurs    |
| ---------- | ----------------------- | ------------------ | --------------------------- | ------- | ---------------------------------------------------------------------- | ----------- |
|            | Tour préliminaire       | ASC Ahmedi         | Forfait                     | Forfait | Forfait                                                                | Forfait     |
| 18/03/2006 | 1/16 de finale (Annulé) | CAPS United        | Stade Mohamed V, Casablanca | 1-0     | Mustapha Bidoudane 87e                                                 | -           |
| 01/04/2006 | 1/16 de finale - Aller  | Burundi Inter Star | Stade Mohamed V, Casablanca | 7-0     | Bidoudane 12e 38e 48e Soulaimani 51e Alloudi 56e Daoudi 60e Fettah 86e |             |
| 09/04/2006 | 1/16 de finale - Retour | Burundi Inter Star | Stade Rwagasore, Bujumbura  | 2-1     | Mouhcine Iajour 22e                                                    | -           |
| 23/04/2006 | 1/8 de finale - Aller   | JS Kabylie         | Stade du 5 juillet, Alger   | 3-1     | Soufiane Alloudi 88e                                                   | Fettah 88e  |
| 30/04/2006 | 1/8 de finale - Retour  | JS Kabylie         | Stade Mohamed V, Casablanca | 1-0     | Abderrahim Chkilit (en) 13e                                            | Mesloub 13e |

- Ligue des champions de la CAF 2010: 1/16 de finale

| Date       | Tour                       | Adversaire     | Lieu                           | Score | Buteurs                                          | Passeurs       |
| ---------- | -------------------------- | -------------- | ------------------------------ | ----- | ------------------------------------------------ | -------------- |
| 14/02/2010 | Tour préliminaire - Aller  | Fello Star     | Stade du 28-septembre, Conakry | 1-3   | Najdi 12e, Ciré Dia 72e, Mamadi Traoré 77e (csc) | -              |
| 28/02/2010 | Tour préliminaire - Retour | Fello Star     | Stade Mohamed V, Casablanca    | 1-1   | Omar Najdi 15e                                   | Soulaimani 15e |
| 21/03/2010 | 1/16 de finale - Aller     | Pétro Atlético | Stade Mohamed V, Casablanca    | 1-1   | Mohsine Moutouali 47e (pen.)                     | -              |
| 04/04/2010 | 1/16 de finale - Retour    | Pétro Atlético | Stade De Cidadela, Luanda      | 1-0   | -                                                | -              |

- Ligue des champions de la CAF 2011: Quarts de finale

| Date       | Tour                       | Adversaire    | Lieu                         | Score         | Buteurs | Passeurs                                                                        |
| ---------- | -------------------------- | ------------- | ---------------------------- | ------------- | --- | ------------------------------------------------------------------------------- |
| 28/01/2011 | Tour préliminaire - Aller  | Tourbillon FC | Stade Mohammed V, Casablanca | 10-1          | Ouhaki 9e, Tair 11e 29e 51e, Ismail 18eEl Moubarki 24e, Moutouali 30e, Aboucherouane 63e, Koné 69e, Souari 82e | El Moubarki 9e 11e, Koné 18e, Tair 24e 30e 69eSoulaimani 29e 82e, Moutouali 51e |
| 13/02/2011 | Tour préliminaire - Retour | Tourbillon FC | Forfait                      | Forfait       | Forfait | Forfait                                                                         |
| 19/03/2011 | 1/16 de finale - Aller     | Stade Malien  | Stade Modibo-Keita, Bamako   | 2-1           | Bouchaib El Moubarki 7e                                                                                        | Hicham Aboucherouane 7e                                                         |
| 02/04/2011 | 1/16 de finale - Retour    | Stade Malien  | Stade Mohammed V, Casablanca | 1-0           | Mamadou Baila Traoré 40e                                                                                       | Rachid Soulaimani 40e                                                           |
| 07/05/2011 | 1/8 de finale              | ASEC Mimosas  | Stade Mohammdd V, Casablanca | 1-1 (tab 5-4) | Mohsine Moutouali 90+4e (pen.)                                                                                 | -                                                                               |

* Le Raja CA est vainqueur aux tirs au but 5 - 4.
Phase de poules : Groupe A
| Rang | Équipe         | Pts | J | G | N | P | Bp | Bc | Diff |  | Résultats (▼ dom., ► ext.) |     |     |     |     |
| ---- | -------------- | --- | - | - | - | - | -- | -- | ---- |  | -------------------------- | --- | --- | --- | --- |
| 1    | Enyimba FC     | 14  | 6 | 4 | 2 | 0 | 11 | 5  | +6   |  | Enyimba FC                 |     | 2-2 | 2-0 | 2-0 |
| 2    | Al Hilal       | 8   | 6 | 2 | 2 | 2 | 6  | 7  | -1   |  | Al Hilal                   | 1-2 |     | 2-1 | 1-0 |
| 3    | Coton Sport FC | 7   | 6 | 2 | 1 | 3 | 7  | 8  | -1   |  | Coton Sport FC             | 2-3 | 2-0 |     | 2-1 |
| 4    | Raja CA        | 3   | 6 | 0 | 3 | 3 | 1  | 5  | -4   |  | Raja CA                    | 0-0 | 0-0 | 0-0 |     |

Détails des matchs :
| Date       | J.        | Adversaire     | Lieu                                   | Score | Buteurs    | Passeurs   |
| ---------- | --------- | -------------- | -------------------------------------- | ----- | ---------- | ---------- |
| 16/07/2011 | Journée 1 | Coton Sport FC | Stade Mohamed V, Casablanca            | 0-0   | -          | -          |
| 29/07/2011 | Journée 2 | Al Hilal CS    | Al Hilal Stadium, Omdurman             | 1-0   | -          | -          |
| 14/08/2011 | Journée 3 | Enyimba FC     | Enyimba International Stadium, Enyimba | 2-0   | -          | -          |
| 25/08/2011 | Journée 4 | Enyimba FC     | Stade Mohamed V, Casablanca            | 0-0   | -          | -          |
| 10/09/2011 | Journée 5 | Coton Sport FC | Stade Roumdé Adjia, Garoua             | 2-1   | Ouhaki 20e | Erbate 20e |
| 29/09/2011 | Journée 6 | Al Hilal CS    | Stade Mohamed V, Casablanca            | 0-0   | -          | -          |

- Ligue des champions de la CAF 2012: 1/16 de finale

| Date       | Tour                    | Adversaire         | Lieu                        | Score | Buteurs                         | Passeurs       |
| ---------- | ----------------------- | ------------------ | --------------------------- | ----- | ------------------------------- | -------------- |
| 25/03/2012 | 1/16 de finale - Aller  | Berekum Chelsea FC | Coronation Park, Berekum    | 5-0   | -                               | -              |
| 08/04/2012 | 1/16 de finale - Retour | Berekum Chelsea FC | Stade Mohamed V, Casablanca | 3-0   | Oulhaj 50e, Taïr 70e, Salhi 94e | Soulaimani 50e |

- Ligue des champions de la CAF 2014: 1/16 de finale

| Date       | Tour                       | Adversaire       | Lieu                           | Score           | Buteurs                                         | Passeurs                                                  |
| ---------- | -------------------------- | ---------------- | ------------------------------ | --------------- | ----------------------------------------------- | --------------------------------------------------------- |
| 07/02/2014 | Tour préliminaire - Aller  | Diamond Stars FC | Stade Mohamed V, Casablanca    | 6-0             | Iajour 8e 46e 66e 82e, Hafidi 22e, El Ouadi 55e | Hachimi 8e 82e, Moutouali 22e 66e , Ismaïl 46e, Kouko 55e |
| 15/02/2014 | Tour préliminaire - Retour | Diamond Stars FC | Brookfields Stadium, Freetown  | 1-2             | Mabidé 54e, Zemmama 90e                         | -                                                         |
| 02/03/2014 | 1/16 de finale - Aller     | Horoya AC        | Stade du 28-septembre, Conakry | 1-0             | -                                               | -                                                         |
| 08/03/2014 | 1/16 de finale - Retour    | Horoya AC        | Stade Mohamed V, Casablanca    | 1-0 (t.a.b 4-5) | Mouhcine Iajour 86e                             | Mohsine Moutouali 86e                                     |

* Horoya AC est vainqueur aux tirs au but 5 - 4.
- Ligue des champions de la CAF 2015: 1/8 de finale

| Date       | Tour                       | Adversaire        | Lieu                                       | Score          | Buteurs                                               | Passeurs                     |
| ---------- | -------------------------- | ----------------- | ------------------------------------------ | -------------- | ----------------------------------------------------- | ---------------------------- |
| 13/02/2015 | Tour préliminaire - Aller  | CSM Diables Noirs | Stade Mohamed V, Casablanca                | 4-0            | Kouko 10e, Osaguona 70e, Kerrouchi 90+1e, Jbira 90+3e | Gnaoui 10e, Hafidi 70e 90+3e |
| 01/03/2015 | Tour préliminaire - Retour | CSM Diables Noirs | Stade Alphonse-Massamba-Débat, Brazzaville | 2-2            | Vianney Mabidé 40e, Christian Osaguona 65e            | Jawad Issine 40e             |
| 14/03/2015 | 1/16 de finale - Aller     | Kaizer Chiefs FC  | Moses Mabhida Stadium, Durban              | 0-1            | Christian Osaguona 6e                                 | Yassine Salhi 6e             |
| 05/04/2015 | 1/16 de finale - Retour    | Kaizer Chiefs FC  | Stade Mohamed V, Casablanca                | 2-0            | Christian Osaguona 87e 90e                            | -                            |
| 19/04/2015 | 1/8 de finale - Aller      | ES Sétif          | Stade Mohamed V, Casablanca                | 2-2            | Yassine Salhi 50e, Adil Kerrouchi 74e (pen.)          | -                            |
| 05/04/2015 | 1/8 de finale - Retour     | ES Sétif          | Stade du 8-Mai-1945, Sétif                 | 2-2(t.a.b 4-1) | Abdelilah Hafidi 58e, Adil Kerrouchi 90+3e (pen.)     | -                            |

* ES Sétif est vainqueur aux tirs au but 4 - 1.
- Ligue des champions de la CAF 2019-2020: Demi-finale

| Date       | Tour                    | Adversaire       | Lieu                            | Score | Buteurs                                  | Passeurs                                    |
| ---------- | ----------------------- | ---------------- | ------------------------------- | ----- | ---------------------------------------- | ------------------------------------------- |
| 10/08/2019 | Premier tour - Aller    | Brikama UFC      | Stade de l'indépendance, Banjul | 3-3   | Benoun 2e 54e, Moutouali 29e             | Mohsine Moutouali 2e 54e                    |
| 24/08/2019 | Premier tour - Retour   | Brikama UFC      | Stade Mohammed V, Casablanca    | 4-0   | Rahimi 16e, Nanah 49e 76e, Moutouali 51e | Moutouali 49e, Nanah 51e, Mohamed Douik 76e |
| 15/09/2019 | 1/16 de finale- Aller   | Al Nasr Benghazi | Petro Sport Stadium, Le Caire   | 1-3   | Ngoma 47e, Nanah 67e Moutouali 84e       | Mohamed Douik 47e, Hamid Ahaddad 67e        |
| 28/09/2019 | 1/16 de finale - Retour | Al Nasr Benghazi | Stade Mohammed V, Casablanca    | 1-1   | Mohsine Moutouali 8e                     | Ayoub Nanah 8e                              |

Phase de poules : Groupe D
| Rang | Équipe       | Pts | J | G | N | P | Bp | Bc | Diff |  | Résultats (▼ dom., ► ext.) |     |     |     |     |
| ---- | ------------ | --- | - | - | - | - | -- | -- | ---- |  | -------------------------- | --- | --- | --- | --- |
| 1    | ES Tunis     | 11  | 6 | 3 | 2 | 1 | 7  | 3  | +4   |  | ES Tunis                   |     | 2-2 | 1-0 | 0-0 |
| 2    | Raja CA      | 11  | 6 | 3 | 2 | 1 | 6  | 4  | +2   |  | Raja CA                    | 0-2 |     | 2-0 | 1-0 |
| 3    | JS Kabylie   | 7   | 6 | 2 | 1 | 3 | 3  | 7  | -4   |  | JS Kabylie                 | 1-0 | 0-0 |     | 1-0 |
| 4    | AS Vita Club | 4   | 6 | 1 | 1 | 4 | 4  | 6  | -2   |  | AS Vita Club               | 0-2 | 0-1 | 4-1 |     |

Détails des matchs :
| Date       | J.        | Adversaire         | Lieu                              | Score | Buteurs                 | Passeurs                |
| ---------- | --------- | ------------------ | --------------------------------- | ----- | ----------------------- | ----------------------- |
| 30/11/2019 | Journée 1 | Espérance de Tunis | Stade Mohamed V, Casablanca       | 0-2   | -                       | -                       |
| 06/12/2019 | Journée 2 | AS Vita Club       | Stade des martyrs, Kinshasa       | 0-1   | Soufiane Rahimi 48e     | Hamid Ahaddad 48e       |
| 28/12/2019 | Journée 3 | JS Kabylie         | Stade Mohamed V, Casablanca       | 2-0   | Malango 51e, Rahimi 54e | Soufiane Rahimi 51e     |
| 11/01/2020 | Journée 4 | JS Kabylie         | Stade du 1er-Novembre, Tizi Ouzou | 0-0   | -                       | -                       |
| 25/01/2020 | Journée 5 | Espérance de Tunis | Stade de Radès, Tunis             | 2-2   | Ngah 49e, Benoun 67e    | Ayoub Nanah 49e         |
| 01/02/2020 | Journée 6 | AS Vita Club       | Stade Mohamed V, Casablanca       | 1-0   | Badr Benoun 3e          | Abderrahim Achchakir 3e |

Phase finale :
| Date       | Tour                   | Adversaire | Lieu                                   | Score | Buteurs               | Passeurs                |
| ---------- | ---------------------- | ---------- | -------------------------------------- | ----- | --------------------- | ----------------------- |
| 28/02/2020 | 1/4 de finale - Aller  | TP Mazembe | Stade Mohammed V, Casablanca           | 2-0   | Malango 6e Benoun 79e | Rahimi 6e Moutouali 79e |
| 07/03/2020 | 1/4 de finale - Retour | TP Mazembe | Stade TP Mazembe, Lumumbashi           | 1-0   | -                     | -                       |
| 18/10/2020 | Demi-finale - Aller    | Zamalek SC | Stade Mohammed V, Casablanca           | 0-1   | -                     | -                       |
| 04/11/2020 | Demi-finale - Retour   | Zamalek SC | Stade international du Caire, Le Caire | 3-1   | Ben Malango 47e       | Abdelilah Madkour 47e   |

- Ligue des champions de la CAF 2020-2021: Premier tour

| Date       | Tour                  | Adversaire   | Lieu                         | Score           | Buteurs | Passeurs |
| ---------- | --------------------- | ------------ | ---------------------------- | --------------- | ------- | -------- |
| 22/12/2020 | Premier tour - Aller  | Teungueth FC | Stade Lat-Dior, Thiès        | 0-0             | -       | -        |
| 05/01/2021 | Premier tour - Retour | Teungueth FC | Stade Mohammed V, Casablanca | 0-0 (t.a.b 1-3) | -       | -        |

- Ligue des champions de la CAF 2021-2022: Quarts de finale

| Date       | Tour                  | Adversaire  | Lieu                                | Score | Buteurs                   | Passeurs                 |
| ---------- | --------------------- | ----------- | ----------------------------------- | ----- | ------------------------- | ------------------------ |
| 17/10/2021 | Premier tour - Aller  | LPRC Oilers | Grand stade de Marrakech, Marrakech | 0-2   | 21e Rahimi, 45e Benhalib  | 21e Moutouali, 45e Farah |
| 2310/2021  | Premier tour - Retour | LPRC Oilers | Stade Mohamed V, Casablanca         | 2-0   | 7e Benhalib, 26e Soukhane | 7e Rahimi, 26e Madkour   |

Phase de poules : Groupe B
| Rang | Équipe    | Pts | J | G | N | P | Bp | Bc | Diff |  | Résultats (▼ dom., ► ext.) |     |     |     |     |
| ---- | --------- | --- | - | - | - | - | -- | -- | ---- |  | -------------------------- | --- | --- | --- | --- |
| 1    | Raja CA   | 15  | 6 | 5 | 0 | 1 | 7  | 2  | +5   |  | Raja CA                    |     | 1-0 | 1-0 | 1-0 |
| 2    | ES Sétif  | 9   | 6 | 3 | 0 | 3 | 6  | 5  | +1   |  | ES Sétif                   | 0-1 |     | 2-0 | 3-2 |
| 3    | AmaZulu   | 7   | 6 | 2 | 1 | 3 | 3  | 6  | -3   |  | AmaZulu                    | 0-2 | 1-0 |     | 1-0 |
| 4    | Horoya AC | 4   | 6 | 1 | 1 | 4 | 5  | 8  | -3   |  | Horoya AC                  | 2-1 | 0-1 | 1-1 |     |

Détails des matchs :
| Date       | J.        | Adversaire | Lieu                                 | Score | Buteurs                | Passeurs                  |
| ---------- | --------- | ---------- | ------------------------------------ | ----- | ---------------------- | ------------------------- |
| 12/02/2022 | Journée 1 | Amazulu FC | Stade Mohamed V, Casablanca          | 1-0   | Mohsine Moutouali 67e  | Zakaria El Wardi 67e      |
| 18/02/2022 | Journée 2 | ES Sétif   | Stade du 5-Juillet-1962, Alger       | 0-1   | Mohamed Zrida 71e      | Mohamed Makahasi 71e      |
| 25/02/2022 | Journée 3 | Horoya AC  | Stade Mohamed V, Casablanca          | 1-0   | Mohsine Moutouali 67e  | -                         |
| 12/03/2022 | Journée 4 | Horoya AC  | Stade Général Lansana Conté, Conakry | 2-1   | Hamid Ahaddad 19e      | -                         |
| 18/03/2022 | Journée 5 | Amazulu FC | Stade Moses-Mabhida, Durban          | 0-2   | Ahaddad 6e, Haddad 76e | Moutouali 6e, Harkass 76e |
| 01/04/2022 | Journée 6 | ES Setif   | Stade Mohamed V, Casablanca          | 1-0   | Marouane Hadhoudi 74e  | Mohamed Nahiri 74e        |

Phase finale :
| Date       | Tour                   | Adversaire | Lieu                         | Score | Buteurs   | Passeurs    |
| ---------- | ---------------------- | ---------- | ---------------------------- | ----- | --------- | ----------- |
| 15/04/2022 | 1/4 de finale - Aller  | Al Ahly SC | Stade Al Salam, Le Caire     | 2-1   | Zrida 45e | Madkour 45e |
| 22/04/2022 | 1/4 de finale - Retour | Al Ahly SC | Stade Mohammed V, Casablanca | 1-1   | Ngoma 5e  | Madkour 5e  |

- Ligue des champions de la CAF 2022-2023: Quarts de finale

| Date       | Tour                  | Adversaire  | Lieu                         | Score | Buteurs                   | Passeurs              |
| ---------- | --------------------- | ----------- | ---------------------------- | ----- | ------------------------- | --------------------- |
| 08/10/2022 | Premier tour - Aller  | ASN Nigelec | Stade Seyni-Kountché, Niamey | 0-2   | Habti 67e, Benjdida 90+1e | Méyé 67e, Habti 90+1e |
| 15/10/2022 | Premier tour - Retour | ASN Nigelec | Stade Mohammed-V, Casablanca | 1-0   | Nahiri 79e                | Benjdida 79e          |

Phase de poules : Groupe C
| Rang | Équipe    | Pts | J | G | N | P | Bp | Bc | Diff |  | Résultats (▼ dom., ► ext.) |     |     |     |     |
| ---- | --------- | --- | - | - | - | - | -- | -- | ---- |  | -------------------------- | --- | --- | --- | --- |
| 1    | Raja CA   | 16  | 6 | 5 | 1 | 0 | 17 | 3  | +14  |  | Raja CA                    |     | 3-1 | 2-0 | 5-0 |
| 2    | Simba SC  | 9   | 6 | 3 | 0 | 3 | 10 | 7  | +3   |  | Simba SC                   | 0-3 |     | 7-0 | 1-0 |
| 3    | Horoya AC | 7   | 6 | 2 | 1 | 3 | 4  | 12 | -8   |  | Horoya AC                  | 1-3 | 1-0 |     | 2-0 |
| 4    | Vipers SC | 2   | 6 | 0 | 2 | 4 | 1  | 10 | -9   |  | Vipers SC                  | 1-1 | 0-1 | 0-0 |     |

Détails des matchs :
| Date       | J.        | Adversaire | Lieu                                 | Score | Buteurs                                                   | Passeurs                           |
| ---------- | --------- | ---------- | ------------------------------------ | ----- | --------------------------------------------------------- | ---------------------------------- |
| 11/02/2023 | Journée 1 | Vipers SC  | Stade Mohamed V, Casablanca          | 5-0   | Khabba 5e, Harkass 12e, Zrida 38e, Bouzok 59e, Aholou 71e | Harkass 5e, Bouzok 38e, Khabba 59e |
| 18/02/2023 | Journée 2 | Simba SC   | William Mkapa Stadium, Dar es Salam  | 0-3   | Khabba 30e, Benjdida 82e, Mokadem 86e                     | Habti 30e, Makahasi 82e            |
| 25/02/2023 | Journée 3 | Horoya AC  | Stade Mohamed V, Casablanca          | 2-0   | Khabba 43e, Zarhouni 89e                                  | Harkass 43e, Benguit 89e           |
| 07/03/2023 | Journée 4 | Horoya AC  | Stade Général Lansana Conté, Conakry | 1-3   | Sabbar 6e 63e, Nahiri 42e                                 | Bouzok 6e, Benguit 63e             |
| 18/03/2023 | Journée 5 | Vipers SC  | St. Mary's Stadium-Kitende, Entebbe  | 1-1   | Benjdida 17e                                              | Labib 17e                          |
| 01/04/2023 | Journée 6 | Simba SC   | Stade Mohamed V, Casablanca          | 3-1   | Khabba 43e 70e, Boulacsoute 86e                           | Bouzok 43e, Benguit 86e            |

Phase finale :
| Date       | Tour                   | Adversaire | Lieu                                   | Score | Buteurs | Passeurs |
| ---------- | ---------------------- | ---------- | -------------------------------------- | ----- | ------- | -------- |
| 21/04/2023 | 1/4 de finale - Aller  | Al Ahly SC | Stade international du Caire, Le Caire | 2-0   | -       | -        |
| 28/04/2023 | 1/4 de finale - Retour | Al Ahly SC | Stade Mohammed V, Casablanca           | 0-0   | -       | -        |

- Ligue des champions de la CAF 2024-2025: Phase de groupes

| Date       | Tour                   | Adversaire | Lieu                           | Score | Buteurs                                                               | Passeurs                                       |
| ---------- | ---------------------- | ---------- | ------------------------------ | ----- | --------------------------------------------------------------------- | ---------------------------------------------- |
| 16/08/2024 | Premier tour - Aller   | ASGNN      | Stade Seyni-Kountché, Niamey   | 1-2   | Bougrine 22e, Zila 64e                                                | Zerhouni 22e, Ennafati 64e                     |
| 23/08/2024 | Premier tour - Retour  | ASGNN      | Stade Larbi Zaouli, Casablanca | 5-0   | Zrida 28e, Zerhouni 33e, Boulacsoute 45+3e Ennafati 54e, Bougrine 67e | Bougrine 28e 45+3e, Hervé 33e Zerhouni 54e 67e |
| 16/09/2024 | Deuxième tour - Aller  | Samartex   | Accra Sports Stadium, Accra    | 2-2   | [[Mohamed Zrida\|Zrida 19e]], Boulacsoute 63e                         | Bouzok 19e, Belammari 63e                      |
| 21/09/2024 | Deuxième tour - Retour | Samartex   | Stade Larbi Zaouli, Casablanca | 2-0   | Zila 41e, Zerhouni 88e                                                | Belammari 41e, Boulacsoute 88e                 |

Phase de poules : Groupe B
| Rang | Équipe               | Pts | J | G | N | P | Bp | Bc | Diff |  | Résultats (▼ dom., ► ext.) |     |     |     |     |
| ---- | -------------------- | --- | - | - | - | - | -- | -- | ---- |  | -------------------------- | --- | --- | --- | --- |
| 1    | AS FAR               | 10  | 6 | 2 | 4 | 0 | 8  | 4  | +4   |  | AS FAR                     |     | 1-1 | 1-1 | 2-0 |
| 2    | Mamelodi Sundowns FC | 9   | 6 | 2 | 3 | 1 | 5  | 4  | +1   |  | Mamelodi Sundowns FC       | 1-1 |     | 1-0 | 0-0 |
| 3    | Raja CA              | 8   | 6 | 2 | 2 | 2 | 4  | 5  | -1   |  | Raja CA                    | 0-2 | 1-0 |     | 1-0 |
| 4    | AS Maniema Union     | 3   | 6 | 0 | 3 | 3 | 3  | 7  | -4   |  | AS Maniema Union           | 1-1 | 1-2 | 1-1 |     |

Détails des matchs :
| Date       | J.        | Adversaire        | Lieu                              | Score | Buteurs               | Passeurs        |
| ---------- | --------- | ----------------- | --------------------------------- | ----- | --------------------- | --------------- |
| 26/11/2024 | Journée 1 | AS FAR            | Stade Larbi Zaouli, Casablanca    | 0-2   | -                     | -               |
| 07/12/2024 | Journée 2 | AS Maniema Union  | Stade des Martyrs, Kishasa        | 1-1   | Najari 17e            | Zerhouni 17e    |
| 15/12/2024 | Journée 3 | Mamelodi Sundowns | Loftus Versfeld Stadium, Pretoria | 1-0   | -                     | -               |
| 04/01/2025 | Journée 4 | Mamelodi Sundowns | Stade Larbi Zaouli, Casablanca    | 1-0   | Benamar 45+1e         | Belammari 45+1e |
| 11/01/2025 | Journée 5 | AS FAR            | Stade d'honneur de Meknès, Meknès | 1-1   | Zerhouni 77e (pen.)   | -               |
| 17/01/2025 | Journée 6 | AS Maniema Union  | Stade Larbi Zaouli, Casablanca    | 1-0   | Ennafati 45+5e (pen.) | -               |

### Coupe d'Afrique des vainqueurs de coupe
- Coupe d'Afrique des vainqueurs de coupes 1983: Premier tour

| Date       | Tour                 | Adversaire | Lieu                                 | Score | Buteurs |
| ---------- | -------------------- | ---------- | ------------------------------------ | ----- | ------- |
| 30/05/1983 | 1/16 finale - Aller  | AS Police  | Stade municipal de ASC Police, Dakar | 1-0   | -       |
| 07/06/1983 | 1/16 finale - Retour | AS Police  | Stade Mohamed V, Casablanca          | 0-0   | -       |

### Coupe de la CAF
- Coupe de la CAF 2003: Vainqueur

| Date       | Tour                    | Adversaire            | Lieu                               | Score | Buteurs                                                                      | Passeurs                                                     |
| ---------- | ----------------------- | --------------------- | ---------------------------------- | ----- | ---------------------------------------------------------------------------- | ------------------------------------------------------------ |
| 13/04/2003 | 1/16 de finale - Aller  | Étoile de Ouagadougou | Stade 4-Août, Ouagadougou          | 2-3   | Mustapha Bidodane 20e, 22e Yssouf Koné 78e                                   | Aboucherouane 20e, Bidodane 78e                              |
| 26/04/2003 | 1/16 de finale - Retour | Étoile de Ouagadougou | Stade Mohamed V, Casablanca        | 4-0   | Aboucherouane 40e 49e, Bidoudane 68e, Endene 77e                             | -                                                            |
| 17/05/2003 | 1/8 de finale - Aller   | FC 105 Libreville     | Stade Omar-Bongo, Libreville       | 2-1   | Hicham Aboucherouane 90+5e                                                   | -                                                            |
| 30/05/2003 | 1/8 de finale - Retour  | FC 105 Libreville     | Stade Mohamed V, Casablanca        | 6-1   | Erbate 8e, Tajeddine 16e 60e, Souleymane 47e, Aboucherouane 58e, Atlassi 79e | Mesloub 8e Harouach 16e, Aboucherouane 47e 79e, Bidodane 58e |
| 07/05/2003 | 1/4 de finale - Aller   | Black Rhinos          | Rufaro Stadium (en), Harare        | 1-1   | Nourdine Harouach 18e                                                        | Redouane El Haimer 18e                                       |
| 20/05/2003 | 1/4 de finale - Retour  | Black Rhinos          | Stade Moulay-Abdallah, Rabat       | 5-1   | Harouach 22e (pen.), Souleymane 53e 62e, Aboucherouane 73e 90e               | Harouach 53e, Kacemi 73e 90e; Tajeddine 62e                  |
| 04/10/2003 | 1/2 de finale - Aller   | Enugu Rangers         | Stade Moulay-Abdallah, Rabat       | 4-1   | Harouache 27e, Koné 48e 67e, Souleymane 73e                                  | Zemmama 27e 48e 73e, Tajeddine 67e                           |
| 19/10/2003 | 1/2 de finale - Retour  | Enugu Rangers         | Nnamdi Azikiwe Stadium (en), Enugu | 2-0   | -                                                                            | -                                                            |

Demi-finale :
| Entraîneur : |
| Henri Michel |

| Entraîneur : |
| Henri Michel |

| Entraîneur : |
| Henri Michel |

| Entraîneur : |
| Henri Michel |

Finale :
| Entraîneur : |
| Henri Michel |

| Entraîneur : |
| Henri Michel |

| Entraîneur : |
| Henri Michel |

| Entraîneur : |
| Henri Michel |

### Coupe de la confédération
- Coupe de la confédération 2006: 1/16 de finale

| Date       | Tour                    | Adversaire         | Lieu                               | Score | Buteurs | Passeurs |
| ---------- | ----------------------- | ------------------ | ---------------------------------- | ----- | ------- | -------- |
| 14/07/2006 | 1/16 de finale - Aller  | Espérance de Tunis | Stade Mohamed V, Casablanca        | 0-0   | -       | -        |
| 29/07/2006 | 1/16 de finale - Retour | Espérance de Tunis | Stade olympique d'El Menzah, Tunis | 2-0   | -       | -        |

- Coupe de la confédération 2015: Barrages

| Date       | Tour                   | Adversaire | Lieu                              | Score | Buteurs                    | Passeurs  |
| ---------- | ---------------------- | ---------- | --------------------------------- | ----- | -------------------------- | --------- |
| 16/05/2015 | 1/8 de finale - Aller  | ES Sahel   | Stade Mohamed V, Casablanca       | 2-0   | El Ouadi 22e, Osaguona 45e | Salhi 45e |
| 07/06/2015 | 1/8 de finale - Retour | ES Sahel   | Stade Olympique de Sousse, Sousse | 3-0   | -                          | -         |

- Coupe de la confédération 2018: Vainqueur

| Date       | Tour                 | Adversaire    | Lieu                        | Score | Buteurs                                 | Passeurs                                           |
| ---------- | -------------------- | ------------- | --------------------------- | ----- | --------------------------------------- | -------------------------------------------------- |
| 06/03/2018 | Premier Tour- Aller  | FC Nouadhibou | Stade Mohamed V, Casablanca | 1-1   | Mohamed Khaldane 70e                    | Mahmoud Benhalib 70e                               |
| 17/03/2018 | Premier Tour -Retour | FC Nouadhibou | Stade Municipal, Nouadhibou | 2-4   | Iajour 6e 44e, Hafidi 15e, Benhalib 70e | Achchakir 6e, Boutayeb 15e, Hafidi 44e, Iajour 70e |
| 07/04/2018 | Second Tour - Aller  | Zanaco FC     | Sunset Stadium, Lusaka      | 0-2   | Benhalib 68e, Hadraf 75e                | Iajour 68e, Benhalib 75e                           |
| 18/04/2018 | Second Tour - Retour | Zanaco FC     | Stade Mohamed V, Casablanca | 3-0   | Benhalib 15e, Iajour 19e, Benoun 77e    | Hafidi 15e, Khadrouf 19e, Hadraf 77e               |

Phase de poules : Groupe A
| Rang | Équipe       | Pts | J | G | N | P | Bp | Bc | Diff |  | Résultats (▼ dom., ► ext.) |     |     |     |     |
| ---- | ------------ | --- | - | - | - | - | -- | -- | ---- |  | -------------------------- | --- | --- | --- | --- |
| 1    | Raja CA      | 11  | 6 | 3 | 2 | 1 | 14 | 5  | +9   |  | Raja CA                    |     | 0-0 | 4-0 | 6-0 |
| 2    | AS Vita Club | 10  | 6 | 3 | 1 | 2 | 8  | 5  | +3   |  | AS Vita Club               | 2-0 |     | 3-1 | 2-0 |
| 3    | ASEC Mimosas | 9   | 6 | 3 | 0 | 3 | 6  | 8  | -2   |  | ASEC Mimosas               | 0-1 | 2-0 |     | 2-1 |
| 4    | Aduana Stars | 4   | 6 | 1 | 1 | 4 | 5  | 15 | -10  |  | Aduana Stars               | 3-3 | 2-1 | 0-2 |     |

Détails des matchs 
| Date       | J.        | Adversaire   | Lieu                                  | Score | Buteurs                                                 | Passeurs                                              |
| ---------- | --------- | ------------ | ------------------------------------- | ----- | ------------------------------------------------------- | ----------------------------------------------------- |
| 06/05/2018 | Journée 1 | AS Vita Club | Stade Mohamed V, Casablanca           | 0-0   | -                                                       | -                                                     |
| 16/05/2018 | Journée 2 | Aduana Stars | Agyeman Badu stadium, Dormaa Ahenkro  | 3-3   | Benhalib 11e 61e, Mabidi 39e                            | Jbira 11e, Hadraf 39e 61e                             |
| 18/07/2018 | Journée 3 | ASEC Mimosas | Stade Félix-Houphouët-Boigny, Abidjan | 0-1   | Benhalib 74e (pen.)                                     | -                                                     |
| 29/07/2018 | Journée 4 | ASEC Mimosas | Stade Mohamed V, Casablanca           | 4-0   | Benhalib 18e 62e (pen.), Hadraf 27e 46e                 | Jabroun 18e, Benhalib 27e, Rahimi 46e 62e             |
| 19/08/2018 | Journée 5 | AS Vita Club | Stade des martyrs, Kinshasa           | 2-0   | -                                                       | -                                                     |
| 29/08/2018 | Journée 6 | Aduana Stars | Stade Mohamed V, Casablanca           | 6-0   | Iajour 3e 15e, Hadraf 30e, Rahimi 33e, Benhalib 67e 82e | Hafidi 3e 30e Boutayeb 15e, Jbira 33e 33e, Rahimi 82e |

Phase finale :
| Date       | Tour                   | Adversaire       | Lieu                                       | Score | Buteurs                            | Passeurs              |
| ---------- | ---------------------- | ---------------- | ------------------------------------------ | ----- | ---------------------------------- | --------------------- |
| 16/09/2018 | 1/4 de finale - Aller  | CARA Brazzaville | Stade Alphonse-Massamba-Débat, Brazzaville | 1-2   | Rahimi 46e, Benhalib 80e           | Benoun 46e, Jbira 46e |
| 23/09/2018 | 1/4 de finale - Retour | CARA Brazzaville | Stade Mohamed V, Casablanca                | 1-0   | Mouhcine Iajour 4e                 | Achchakir 4e          |
| 03/10/2018 | Demi-finale - Aller    | Enyimba FC       | Enyimba International Stadium, Aba         | 0-1   | Hafidi 48e                         | Hadraf 48e            |
| 24/10/2018 | Demi-finale - Retour   | Enyimba FC       | Stade Mohamed V, Casablanca                | 2-1   | Hadraf 45+1e, Oladuntoye 88e (csc) |                       |

Demi-finale :
| Entraîneur :        |
| Juan Carlos Garrido |

| Entraîneur :        |
| Juan Carlos Garrido |

| Entraîneur :        |
| Juan Carlos Garrido |

| Entraîneur :        |
| Juan Carlos Garrido |

Finale :
| Titulaires : |  |
| |  |
| Zniti, Benoun ( 90+1e Lakohal), Al Warfali, Achchakir, Boutayeb, Niasse, Mabidi ( 83e Douik), Hafidi, Benhalib, Hadraf, Rahimi ( 75e Iajour). · |  |
| Entraîneur : |  |
| Juan Carlos Garrido |  |

| Entraîneur :   |
| Florent Ibenge |

| Titulaires : |  |
| |  |
| Zniti, Benoun ( 90+1e Lakohal), Al Warfali, Achchakir, Boutayeb, Niasse, Mabidi ( 83e Douik), Hafidi, Benhalib, Hadraf, Rahimi ( 75e Iajour). · |  |
| Entraîneur : |  |
| Juan Carlos Garrido |  |

| Entraîneur :   |
| Florent Ibenge |

| Entraîneur :   |
| Florent Ibenge |

| Titulaires : |  |
| |  |
| Zniti, Benoun , Al Warfali, Achchakir, Boutayeb, Niasse, Mabidi ( 86e Oulhaj), Hafidi ( 31e Douik), Benhalib, Hadraf ( 77e Bouain), Rahimi. · |  |
| Entraîneur : |  |
| Juan Carlos Garrido |  |

| Entraîneur :   |
| Florent Ibenge |

| Titulaires : |  |
| |  |
| Zniti, Benoun , Al Warfali, Achchakir, Boutayeb, Niasse, Mabidi ( 86e Oulhaj), Hafidi ( 31e Douik), Benhalib, Hadraf ( 77e Bouain), Rahimi. · |  |
| Entraîneur : |  |
| Juan Carlos Garrido |  |

- Coupe de la confédération 2018-2019: Phase de groupes

| Date       | Tour                  | Adversaire    | Lieu                               | Score | Buteurs                                                                      | Passeurs                             |
| ---------- | --------------------- | ------------- | ---------------------------------- | ----- | ---------------------------------------------------------------------------- | ------------------------------------ |
| 16/12/2018 | Premier Tour - Aller  | Cercle Mbéri  | Stade Mohamed V, Casablanca        | 5-0   | Benoun 52e, Benhalib 57e, Achchakir 68e (pen.), Souma (c.s.c) 83e,Shaban 87e | Benhalib 52e, Hadraf 57e, Rahimi 87e |
| 22/12/2018 | Premier Tour - Retour | Cercle Mbéri  | Stade Augustin Monédan, Libreville | 1-0   | -                                                                            | -                                    |
| 12/01/2019 | Second Tour - Aller   | African Stars | Khomasdal Stadium, Windhoek        | 1-1   | Soufiane Rahimi 51e                                                          | Mahmoud Benhalib 51e                 |
| 20/01/2019 | Second Tour - Retour  | African Stars | Stade de Marrakech, Marrakech      | 1-0   | Badr Benoun 57e                                                              | Abderrahim Achchakir 57e             |

Phase de poules : Groupe A
| Rang | Équipe     | Pts | J | G | N | P | Bp | Bc | Diff |  | Résultats (▼ dom., ► ext.) |     |     |     |     |
| ---- | ---------- | --- | - | - | - | - | -- | -- | ---- |  | -------------------------- | --- | --- | --- | --- |
| 1    | RS Berkane | 11  | 6 | 3 | 2 | 1 | 10 | 5  | +5   |  | RS Berkane                 |     | 2-1 | 0-0 | 3-0 |
| 2    | HUS Agadir | 8   | 6 | 2 | 2 | 2 | 5  | 5  | 0    |  | HUS Agadir                 | 1-0 |     | 1-1 | 2-1 |
| 3    | Raja CA T  | 7   | 6 | 1 | 4 | 1 | 7  | 6  | +1   |  | Raja CA T                  | 2-4 | 0-0 |     | 0-0 |
| 4    | AS Otohô   | 5   | 6 | 1 | 2 | 3 | 4  | 10 | -6   |  | AS Otohô                   | 1-1 | 1-0 | 1-4 |     |

Détails des matchs :
| Date       | J.        | Adversaire | Lieu                                | Score | Buteurs                                             | Passeurs                                  |
| ---------- | --------- | ---------- | ----------------------------------- | ----- | --------------------------------------------------- | ----------------------------------------- |
| 03/02/2019 | Journée 1 | HUS Agadir | Stade Adrar, Agadir                 | 1-1   | Mouhcine Iajour 54e                                 | Abdelilah Hafidi 54e                      |
| 13/02/2019 | Journée 2 | AS Otohô   | Complexe Moulay Abdallah, Rabat     | 0-0   | -                                                   | -                                         |
| 24/02/2019 | Journée 3 | RS Berkane | Complexe Moulay Abdallah, Rabat     | 2-4   | Mouhcine Iajour 59e 78e                             | Abdelilah Hafidi 59e                      |
| 03/03/2019 | Journée 4 | RS Berkane | Stade municipal de Berkane, Berkane | 0-0   | -                                                   | -                                         |
| 10/03/2019 | Journée 5 | HUS Agadir | Complexe Moulay Abdallah, Rabat     | 0-0   | -                                                   | -                                         |
| 17/03/2019 | Journée 6 | AS Otohô   | Stade Marien Ngouabi, Owando        | 1-4   | Benhalib 41e, Al Warfali 44e, Nanah 64e, Iajour 87e | Hadraf 41e, Hafidi 44e 87e, Achchakir 64e |

- Coupe de la confédération 2020-2021: Vainqueur

| Date       | Tour                 | Adversaire  | Lieu                                | Score           | Buteurs              | Passeurs |
| ---------- | -------------------- | ----------- | ----------------------------------- | --------------- | -------------------- | -------- |
| 14/02/2021 | Second tour - Aller  | US Monastir | Stade Mohammed V, Casablanca        | 1-0             | Mahmoud Benhalib 36e | -        |
| 21/02/2021 | Second tour - Retour | US Monastir | Stade Mustapha-Ben-Jannet, Monastir | 1-0 (t.a.b 5-6) | -                    | -        |

Phase de poules : Groupe A
| Rang | Équipe      | Pts | J | G | N | P | Bp | Bc | Diff |  | Résultats (▼ dom., ► ext.) |     |     |     |     |
| ---- | ----------- | --- | - | - | - | - | -- | -- | ---- |  | -------------------------- | --- | --- | --- | --- |
| 1    | Raja CA     | 18  | 6 | 6 | 0 | 0 | 13 | 0  | +13  |  | Raja CA                    |     | 2-0 | 2-0 | 1-0 |
| 2    | Pyramids FC | 12  | 6 | 4 | 0 | 2 | 7  | 5  | +2   |  | Pyramids FC                | 0-3 |     | 3-0 | 1-0 |
| 3    | Nkana FC    | 6   | 6 | 2 | 0 | 4 | 2  | 8  | -6   |  | Nkana FC                   | 0-2 | 0-1 |     | 1-0 |
| 4    | Namungo FC  | 0   | 6 | 0 | 0 | 6 | 0  | 9  | -9   |  | Namungo FC                 | 0-3 | 0-2 | 0-1 |     |

Détails des matchs :
| Date       | J.        | Adversaire  | Lieu                                          | Score | Buteurs                            | Passeurs                              |
| ---------- | --------- | ----------- | --------------------------------------------- | ----- | ---------------------------------- | ------------------------------------- |
| 10/03/2021 | Journée 1 | Namungo FC  | Stade Mohamed V, Casablanca                   | 1-0   | Soufiane Rahimi 54e (pen.)         | -                                     |
| 17/03/2021 | Journée 2 | Nkana FC    | Scriveners Stadium, Kitwe                     | 0-2   | Rahimi 47e (pen.), Sadaoui 87e     | Abdelilah Hafidi 87e                  |
| 04/04/2021 | Journée 3 | Pyramids FC | Stade Mohamed V, Casablanca                   | 2-0   | Ekramy 15e (csc), Ben Malango 21e  | Mohsine Moutouali 21e                 |
| 11/04/2021 | Journée 4 | Pyramids FC | Stade du 30 Juin, Le Caire                    | 0-3   | Ngoma 15e, Malango 42e, Rahimi 77e | Rahimi 15e, Hadhoudi 42e, Arjoune 77e |
| 21/04/2021 | Journée 5 | Namungo FC  | Benjamin Mkapa National Stadium, Dar es Salam | 0-3   | Haddad 8e, Ngoma 14e, Habti 36e    | Habti 8e, Nanah 14e 36e               |
| 28/04/2021 | Journée 6 | Nkana FC    | Stade Mohamed V, Casablanca                   | 2-0   | Idbouiguiguine 18e, Sadaoui 42e    | Madkour 18e, Zrida 42e                |

Phase finale :
| Date       | Tour                   | Adversaire      | Lieu                          | Score           | Buteurs                                  | Passeurs                                |
| ---------- | ---------------------- | --------------- | ----------------------------- | --------------- | ---------------------------------------- | --------------------------------------- |
| 28/02/2021 | 1/4 de finale - Aller  | Orlando Pirates | Orlando Stadium, Johannesburg | 1-1             | Ben Malango 60e                          | -                                       |
| 07/03/2021 | 1/4 de finale - Retour | Orlando Pirates | Stade Mohamed V, Casablanca   | 4-0             | Malango 7e 36e, El Wardi 22e, Rahimi 31e | Arjoune 7e, Rahimi 22e 36e, Malango 31e |
| 20/06/2021 | Demi-finale - Aller    | Pyramids FC     | Stade du 30 Juin, Le Caire    | 0-0             | -                                        | -                                       |
| 27/06/2021 | Demi-finale - Retour   | Pyramids FC     | Stade Mohamed V, Casablanca   | 0-0 (t.a.b 5-4) | -                                        | -                                       |

Finale :
| Titulaires : |  |
| |  |
| Zniti , Hadhoudi, Haddad, Madkour, Soukhane, Arjoune, El Wardi, Hafidi ( 71e Ngoma), Benhalib ( 58e Zrida),Rahimi ( 90+1e Makahasi), Malango ( 90+1e Nanah). · |  |
| Entraîneur : |  |
| Lassaad Chabbi |  |

| Entraîneur :  |
| Denis Lavagne |

| Titulaires : |  |
| |  |
| Zniti , Hadhoudi, Haddad, Madkour, Soukhane, Arjoune, El Wardi, Hafidi ( 71e Ngoma), Benhalib ( 58e Zrida),Rahimi ( 90+1e Makahasi), Malango ( 90+1e Nanah). · |  |
| Entraîneur : |  |
| Lassaad Chabbi |  |

| Entraîneur :  |
| Denis Lavagne |

### Supercoupe de la CAF
- Supercoupe 1998: Finaliste

| Titulaires : |  |
| |  |
| Chadli, El Haimer, Fahmi , Jrindou, Sellami, Khalif, Abdessadek, Zitouni ( 70e Londo), Ryahi, Moustawdae ( 78e Ziyati), Nazir · |  |
| Entraîneur : |  |
| Vahid Halilhodžić |  |

| Titulaires : |  |
| |  |
| Chadli, El Haimer, Fahmi , Jrindou, Sellami, Khalif, Abdessadek, Zitouni ( 70e Londo), Ryahi, Moustawdae ( 78e Ziyati), Nazir · |  |
| Entraîneur : |  |
| Vahid Halilhodžić |  |

- Supercoupe 2000: Vainqueur

| Titulaires : |  |
| |  |
| Chadli, El Haimer, Jrindou , Kharbouch, Safri, Khalif ( 46e Rizki), Nejjary ( 75e Kherrazi), Nater, Achami (en) ( 72e Armoumen), El Moubarki, Khoubache · |  |
| Entraîneur : |  |
| Oscar Fulloné |  |

| Titulaires : |  |
| |  |
| Chadli, El Haimer, Jrindou , Kharbouch, Safri, Khalif ( 46e Rizki), Nejjary ( 75e Kherrazi), Nater, Achami (en) ( 72e Armoumen), El Moubarki, Khoubache · |  |
| Entraîneur : |  |
| Oscar Fulloné |  |

- Supercoupe 2019: Vainqueur

| Entraîneur :    |
| Mouine Chaabani |

| Titulaires : |  |
| |  |
| Zniti, Benoun , Al Warfali, Ngah, Boutayeb, Achchakir, El Wardi, Hafidi ( 80e Nanah), Benhalib, Hadraf, Rahimi ( 90+4e Iajour). · |  |
| Entraîneur : |  |
| Patrice Carteron |  |

| Entraîneur :    |
| Mouine Chaabani |

| Titulaires : |  |
| |  |
| Zniti, Benoun , Al Warfali, Ngah, Boutayeb, Achchakir, El Wardi, Hafidi ( 80e Nanah), Benhalib, Hadraf, Rahimi ( 90+4e Iajour). · |  |
| Entraîneur : |  |
| Patrice Carteron |  |

- Supercoupe 2021: Finaliste

| Titulaires : |  |
| |  |
| Zniti, Hadhoudi, Harkass, Jbira, Madkour, Ngoma, El Wardi, Hafidi ( 78e Zrida), Benhalib, Moutouali , Ahaddad ( 84e Benjdida). |  |

| Titulaires : |  |
| |  |
| Zniti, Hadhoudi, Harkass, Jbira, Madkour, Ngoma, El Wardi, Hafidi ( 78e Zrida), Benhalib, Moutouali , Ahaddad ( 84e Benjdida). |  |